# Tourist Trophy 1957
Il Tourist Trophy fu la seconda prova del motomondiale 1957.
Si svolse il 3, il 5 e il 7 giugno 1957 e vi corsero tutte le classi disputate in singolo, nonché i sidecar. Gareggiarono per prime il 3 giugno le 350, il 5 giugno le 125, le 250 e i sidecar, il 7 la 500.
La classe sidecar e le 125 e 250 disputarono la gara sul circuito Clypse e solo le due categorie di maggior cilindrata si svolsero sul Circuito del Mountain.
Fu questa anche la gara del cinquantenario dalla prima edizione che si era svolta sull'Isola di Man il 28 maggio 1907 e, per la prima volta, fu superata la media delle 100 mp/h ad opera di Bob McIntyre che ottenne il giro più veloce in gara della classe regina alla media di 101,12 mph (162,70 km/h).
I piloti britannici di casa si imposero in tre delle quattro gare disputate in singolo: Bob McIntyre su Gilera si impose sia in classe 500 che in 350 (e furono questi i suoi primi successi iridati in carriera), Cecil Sandford su FB Mondial ottenne la vittoria nelle 250; le altre vittorie furono dell'italiano Tarquinio Provini che vinse la 125 e dell'equipaggio tedesco Fritz Hillebrand/Manfred Grunwald tra le motocarrozzette.

## Classe 500
Al Senior TT furono 79 i piloti alla partenza e 38 vennero classificati al termine della gara. Erano assenti alla partenza Libero Liberati vincitore del primo gran premio della stagione per sua scelta e Geoff Duke non ancora ripresosi da un infortunio; tra i piloti ritirati vi furono Jack Brett e Walter Zeller. Si è trattato anche del gran premio disputato sulla maggiore distanza della storia, con gli 8 giri del circuito del Mountain per una percorrenza di 485,768 km
La gara fu peraltro funestata dall'incidente mortale occorso al pilota britannico Charlie Salt.

### Arrivati al traguardo (prime 10 posizioni)
| Pos. | Pilota           | Moto       | Tempo      | Punti |
| ---- | ---------------- | ---------- | ---------- | ----- |
| 1    | Bob McIntyre     | MV Agusta  | 3h 02:57.0 | 8     |
| 2    | John Surtees     | MV Agusta  | + 2:07.2   | 6     |
| 3    | Bob Brown        | Norton     | + 6:05.0   | 4     |
| 4    | Dickie Dale      | Moto Guzzi | + 7:55.4   | 3     |
| 5    | Keith Campbell   | Moto Guzzi | + 11:13.2  | 2     |
| 6    | Alan Trow        | Norton     | + 12:20.0  | 1     |
| 7    | Alistair King    | Norton     | + 13:19.0  |       |
| 8    | Peter Murphy     | Matchless  | + 13:50.6  |       |
| 9    | Jimmy Buchan Jr. | Norton     | + 14:53.6  |       |
| 10   | Roger Barker     | Norton     | + 16:32.0  |       |

## Classe 350
Fu questa la prima gara disputatasi, lunedì 3 giugno; allo Junior TT furono 77 i piloti alla partenza e 53 quelli classificati al termine della corsa. Tra i ritirati John Hartle e Dickie Dale coinvolti in una caduta a causa di olio in pista e Jack Brett.

### Arrivati al traguardo (prime 10 posizioni)
| Pos. | Pilota          | Moto       | Tempo      | Punti |
| ---- | --------------- | ---------- | ---------- | ----- |
| 1    | Bob McIntyre    | Gilera     | 2h 46:50.2 | 8     |
| 2    | Keith Campbell  | Moto Guzzi |            | 6     |
| 3    | Bob Brown       | Gilera     |            | 4     |
| 4    | John Surtees    | MV Agusta  |            | 3     |
| 5    | Eric Hinton     | Norton     |            | 2     |
| 6    | Peter Murphy    | AJS        |            | 1     |
| 7    | Geoff Tanner    | Norton     |            |       |
| 8    | John Clark      | Moto Guzzi |            |       |
| 9    | Noel McCutcheon | AJS        |            |       |
| 10   | Alan Trow       | Norton     |            |       |

## Classe 250
Nel Lightweight TT furono 32 i piloti alla partenza e 21 quelli classificati al termine della prova. Tra i ritirati vi furono Tarquinio Provini (che ottenne peraltro il giro più veloce in corsa), Carlo Ubbiali e Bob Brown.

### Arrivati al traguardo
| Pos. | Pilota            | Moto       | Tempo      | Punti |
| ---- | ----------------- | ---------- | ---------- | ----- |
| 1    | Cecil Sandford    | FB Mondial | 1h 25:25.4 | 8     |
| 2    | Luigi Taveri      | MV Agusta  |            | 6     |
| 3    | Roberto Colombo   | MV Agusta  |            | 4     |
| 4    | František Bartoš  | ČZ         |            | 3     |
| 5    | Sammy Miller      | FB Mondial |            | 2     |
| 6    | Dave Chadwick     | MV Agusta  |            | 1     |
| 7    | J Kostir          | ČZ         |            |       |
| 8    | Artur Wheeler     | Moto Guzzi |            |       |
| 9    | Florian Camathias | NSU        |            |       |
| 10   | Mike O'Rourke     | MV Agusta  |            |       |

## Classe 125
Nell'Ultra-Lightweight TT furono 26 i piloti alla partenza e 12 classificati al traguardo. Tra i ritirati Arthur Wheeler

### Arrivati al traguardo
| Pos. | Pilota            | Moto       | Tempo      | Punti |
| ---- | ----------------- | ---------- | ---------- | ----- |
| 1    | Tarquinio Provini | FB Mondial | 1h 27:51.0 | 8     |
| 2    | Carlo Ubbiali     | MV Agusta  |            | 6     |
| 3    | Luigi Taveri      | MV Agusta  |            | 4     |
| 4    | Sammy Miller      | FB Mondial |            | 3     |
| 5    | Cecil Sandford    | FB Mondial |            | 2     |
| 6    | Roberto Colombo   | MV Agusta  |            | 1     |
| 7    | František Bartoš  | ČZ         |            |       |
| 8    | Mike O'Rourke     | MV Agusta  |            |       |
| 9    | D H Edlin         | MV Agusta  |            |       |
| 10   | D H Allen         | FB Mondial |            |       |
| 11   | Bill Webster      | MV Agusta  |            |       |
| 12   | L Tinker          | MV Agusta  |            |       |

## Sidecar TT
Furono 27 equipaggi alla partenza e 14 al traguardo.

### Arrivati al traguardo (posizioni a punti)
| Pos | Pilota            | Passeggero         | Moto   | Tempo      | Punti |
| --- | ----------------- | ------------------ | ------ | ---------- | ----- |
| 1   | Fritz Hillebrand  | Manfred Grunwald   | BMW    | 1h 30:03.4 | 8     |
| 2   | Walter Schneider  | Hans Strauß        | BMW    |            | 6     |
| 3   | Florian Camathias | Jules Galliker     | BMW    |            | 4     |
| 4   | Jackie Beeton     | Charles Billingham | Norton |            | 3     |
| 5   | Charlie Freeman   | John Chisnell      | Norton |            | 2     |
| 6   | Peter Woollett    | George Loft        | Norton |            | 1     |